# Stethojulis albovittata
Espèce
Synonymes
- Labrus albovittatus Bonnaterre, 1788
- Labrus albovittatus Bonnaterre, 1788
- Labrus koelreuteri Walbaum, 1792
- Labrus koelreuteri Walbaum, 1792
- Stethojulis albovittatus (Bonnaterre, 1788)
- Stethojulis albovittatus (Bonnaterre, 1788)

Statut de conservation UICN

 LC  : Préoccupation mineure
La girelle paon ou Stethojulis albovittata est une espèce de poisson de la famille de Labridés, du genre Stethojulis.

## Description
Cette espèce présente un fort dimorphisme sexuel.

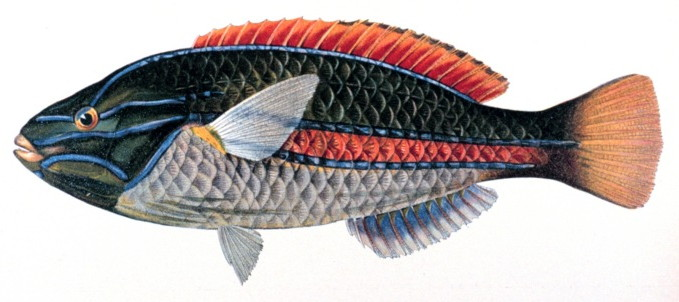
Femelle
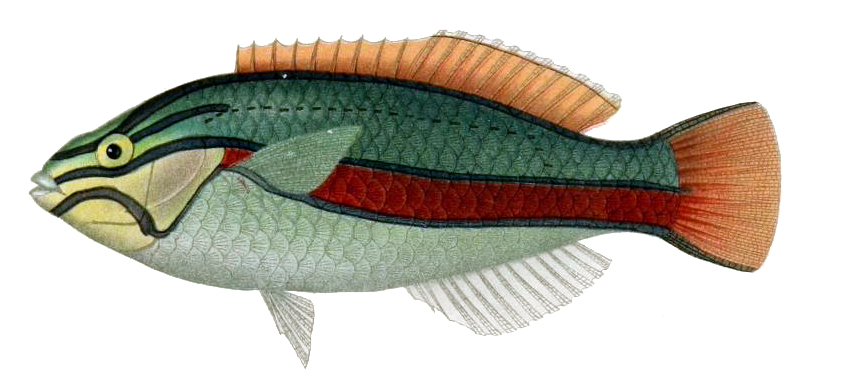
Mâle